# گروه کاکسیتر
در ریاضیات، گروه کاکسیتر (به انگلیسی: Coxeter Group)، که به نام اچ. اس. ام. کاکسیتر نامگذاری شده، گروه مجردی است که می‌توان آن را برحسب انعکاس‌ها به‌طور صوری توصیف نمود. در حقیقت، گروه‌های کاکسیتر متناهی، دقیقاً همان گروه‌های انعکاسی اقلیدسی متناهی هستند؛ مثالی از این گروه‌ها، گروه‌های تقارنی مربوط به چندوجهی‌های منتظم اند. با این حال، تمام گروه‌های کاکسیتر متناهی نیستند، همچنین تمام آن‌هارا نمی‌توان برحسب تقارن‌ها و انعکاس‌های اقلیدسی توصیف نمود. گروه‌های کاکسیتر در ۱۹۳۴ میلادی به عنوان تجریدهایی از گروه‌های انعکاسی معرفی شدند (Coxeter 1934). همچنین رده‌بندی گروه‌های کاکسیتر متناهی در ۱۹۳۵ میلادی صورت پذیرفت (Coxeter 1935).
گروه‌های کاکسیتر در بسیاری از شاخه‌های ریاضیاتی کاربرد داد. مثال‌هایی از گروه‌های کاکسیتر متناهی شامل گروه‌های تقارنی پلیتوپ‌های منظم، و گروه‌های ویل از جبرهای لی ساده می‌باشد. مثال‌هایی از گروه‌های کاکسیتر نامتناهی شامل این موارد اند: گروه‌های مثلثی متناظر با مفروش‌سازی‌های منظم از صفحه اقلیدسی و صفحه هذلولوی و همچنین گروه‌های ویل از جبرهای کک-مودی بی‌نهایت بعدی.
مراجع استاندارد شامل (Humphreys 1992) و (Davis 2007) می‌باشند.